# Elezioni federali in Canada del 2019
Le elezioni federali in Canada del 2019 si tennero il 21 ottobre per il rinnovo della Camera dei comuni. In seguito all'esito elettorale, Justin Trudeau, espressione del Partito Liberale del Canada, fu confermato Primo ministro.

## Sondaggi

## Risultati

Seggi ottenuti: Partito Liberale (157); Partito Conservatore (121); Blocco del Québec (32); Nuovo Partito Democratico (24); Partito Verde (3); indipendenti (1).

| Partito Conservatore del Canada                   | 6 239 227  | 34,34 | 121 |  |  |  |
| Partito Liberale del Canada                       | 6 018 728  | 33,12 | 157 |  |  |  |
| Nuovo Partito Democratico                         | 2 903 722  | 15,98 | 24  |  |  |  |
| Blocco del Québec                                 | 1 387 030  | 7,63  | 32  |  |  |  |
| Partito Verde del Canada                          | 1 189 607  | 6,55  | 3   |  |  |  |
| Partito Popolare del Canada                       | 294 092    | 1,62  | –   |  |  |  |
| Indipendenti                                      | 75 625     | 0,42  | 1   |  |  |  |
| Partito della Tradizione Cristiana del Canada     | 18 901     | 0,10  | –   |  |  |  |
| Partito Rinoceronte                               | 9 538      | 0,05  | –   |  |  |  |
| Partito Libertariano del Canada                   | 8 367      | 0,05  | –   |  |  |  |
| Partito della Coalizione dei Veterani             | 6 300      | 0,03  | –   |  |  |  |
| Partito della Protezione degli Animali            | 4 408      | 0,02  | –   |  |  |  |
| Partito Comunista del Canada (Marxista-Leninista) | 4 124      | 0,02  | –   |  |  |  |
| Partito Comunista del Canada                      | 3 905      | 0,02  | –   |  |  |  |
| Per l'Indipendenza del Québec                     | 3 815      | 0,02  | –   |  |  |  |
| Partito Progressista Canadese                     | 1 534      | 0,01  | –   |  |  |  |
| Partito della Marijuana                           | 920        | 0,01  | –   |  |  |  |
| Il Quarto Fronte Canadese                         | 682        | 0,00  | –   |  |  |  |
| Partito Unito del Canada                          | 602        | 0,00  | –   |  |  |  |
| Alleanza Nazionale dei Cittadini                  | 510        | 0,00  | –   |  |  |  |
| Ferma il Cambiamento Climatico                    | 296        | 0,00  | –   |  |  |  |
| Partito Nazionalista Canadese                     | 291        | 0,00  | –   |  |  |  |
| Totale                                            | 18 170 880 | 100   | 338 |  |  |  |
|                                                   |            |       |     |  |  |  |
| Voti non validi                                   | 179 479    | 0,98  |     |  |  |  |
| Votanti                                           | 18 350 359 |       |     |  |  |  |